# Helikon Kiadó
A Helikon Kiadó (korábbi nevén: Magyar Helikon Könyvkiadó) klasszikus művek kiadására és a magyar könyvművészeti hagyományok ápolására, továbbfejlesztésére 1957-ben megalapított magyar állami vállalkozás, 1965-1982-ig beolvadt az Európa Könyvkiadóba, mint annak könyvművészeti osztálya, 1982-től pedig újra önálló kiadó és magánvállalkozás. Nevének hivatalos formája Helikon Kiadó Kft. A sok névváltozás ellenére a bibliográfiai leírásokban egyszerűen a Helikon szóval találkozunk.

## Története
A Magyar Helikon kiadó a Kádár-kori könyvkiadás bibliofil kiadója volt. Igényes kiállítású könyveinek igen jelentős része a mai napig a gyűjtők féltett kincsének és a könyvkiadás nehezen utolérhető mércéjének számítanak.
A Magyar Helikon könyvkiadó első igazgatója Parczer Ferenc volt. Az azt megelőző évtizedek magyar tömegkönyveire általában az olcsó, igénytelen kiállítás és anyaghasználat volt jellemző. A Magyar Helikon célja a könyvkiadás színvonalának emelése volt igényesen tipografált és tervezett, jó minőségű papírra nyomott kötetek közreadásával.
A Magyar Helikon művészeti vezetője és legjelesebb könyvtervezője Szántó Tibor (1912-2001) könyvművész volt. Szántó az 1930-as évek elején Bortnyik Sándor magániskolájában, a "magyar Bauhaus"-ban tanult, a konstruktív szemlélet egész pályáján érvényesült, mindehhez a szakma és a történeti stílusok tökéletes ismerete és tudatos, soha nem erőltetett alkalmazása társult.
Elsődleges és legfontosabb feladata a magyar és a külföldi szépirodalom, a művelődéstörténet, a történelem és a képzőművészet témakörében igényes kivitelű hasonmás (fakszimile) és különleges értékű bibliofil kötetek közreadása. Sajnálatos módon azonban kifejezetten hasonmás könyvek kiadását (anyagi lehetőségek híján) egyre ritkábban engedheti meg magának. Színvonalas filozófiai, történelmi, szociológiai, pszichológiai, esztétikai és irodalomtörténeti munkák mellett szépirodalmi, művelődéstörténeti művek is szerepelnek a kiadó repertoárján. Ezzel széles olvasóréteg igényeit elégíti ki. 1965-ben egyesült az Európa Könyvkiadóval. Így a Magyar Helikon Kiadó, mint önálló kiadó megszűnt, illetve 1965 januárjától az Európa Könyvkiadó könyvművészeti osztályaként folytatta munkáját.
1982. január 1-jétől azonban – kiválva az Európa Könyvkiadóból – ismét megkezdte önálló működését, ekkor már Helikon Kiadó néven. Már indulásakor állami támogatás nélküli, önerős vállalkozás volt. 1994 óta magyar-amerikai tulajdonba került. 1982-1992 között a Helikon Kiadó igazgatója Molnár Magda; 1992-től ügyvezető igazgatója Berger Katalin, 1994-től Bolgár György, 1995-től Sziládi János, 1999-től pedig Pándi András; igazgatóhelyettes pedig Steinert Ágota volt. Első művészeti vezetője Haiman György, 1990-ig Szántó Tibor, 1990-től Kováts Imre lett.
A kiadó tagja a Magyar Könyvkiadók és Könyvterjesztők Egyesületének, jó kapcsolatot ápol a könyvterjesztőkkel, a nyomdákkal és az ügynökségekkel. Jó példa erre a Helikon Könyvesház, ahol a könyvpiac széles választékával találkozhatnak az olvasók. A Magyar Helikon jelen van a magyar és nemzetközi fesztiválokon is. A kiadó könyvei minden évben szép sikereket érnek el a Szép Magyar Könyv versenyen, és számos jelentős egyéb hazai és külföldi könyvművészeti versenyen nyertek már díjat. A Helikon Kiadó mára a legrangosabb magyar kiadók egyike lett. Ez köszönhető a több évtizedes szakmai tapasztalatnak, ami garancia a minőségre is.
A Helikon Kiadó 2005 tavaszától új, színes, a mai ízlésnek jobban megfelelő, egységes küllemű megújult Márai-életműsorozattal jelentkezett, külön tisztelegve ezzel a szerző emlékének. A kiadó emellett külön sorozatot szentelt Lengyel László könyveinek is.

## A kiadó fontosabb sorozatai

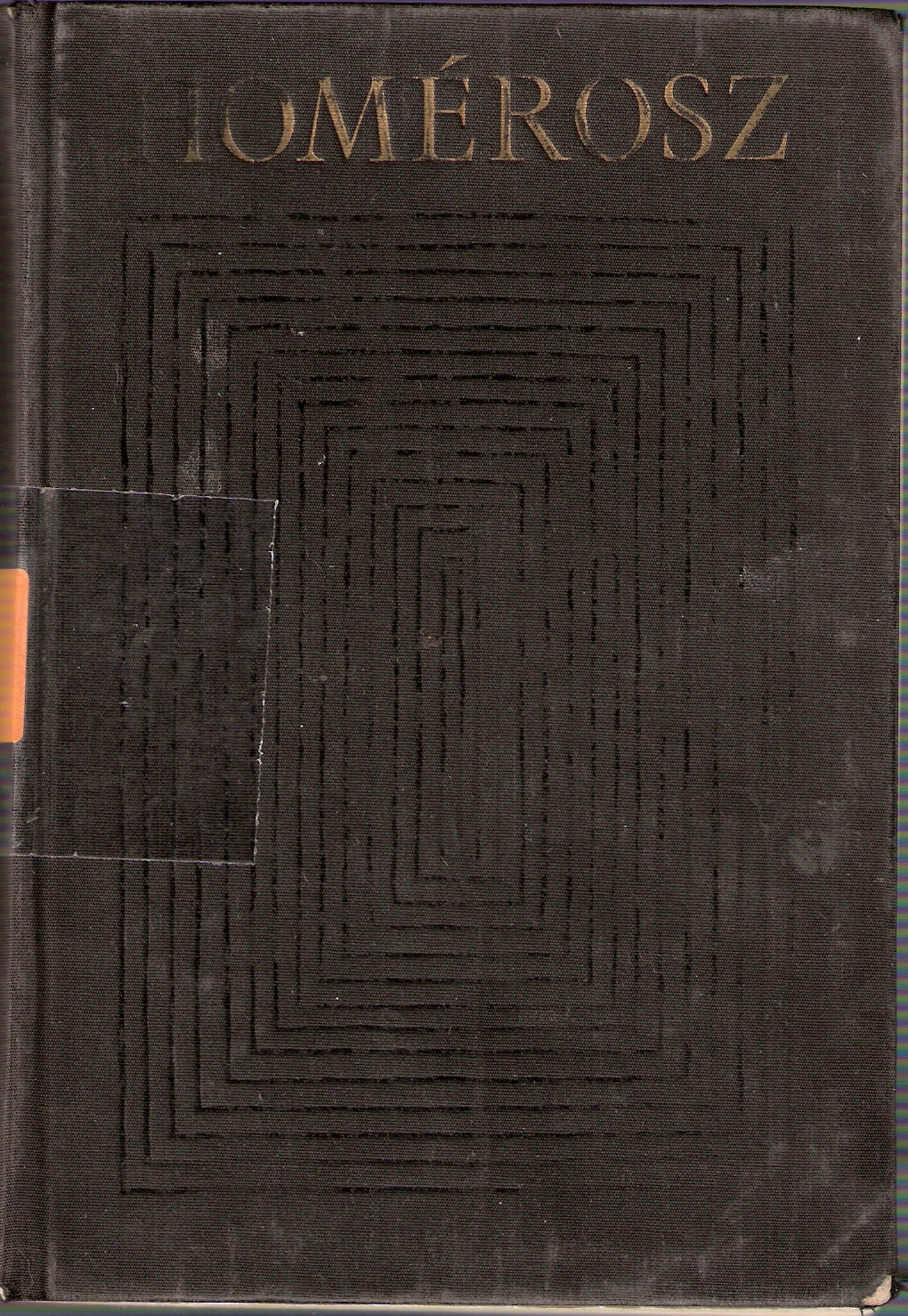
A Bibliotheca Classica sorozat tagjainak borítóján megjelenő jellegzetes labirintus-vonal (Homérosz: Odüsszeia, homéroszi, költemények, 1971)

- Helikon Klasszikusok, amely a világirodalom legjelentősebb műveit foglalja össze száz, egyenként 600-1000 oldalas kötetben. A sorozat néhány ismert darabja: József Attila összes költeményei (1963), Petőfi Sándor: Összes költeményei (1960), Vörösmarty Mihály: Összes versei (1960), Johann Wolfgang von Goethe: Faust (1961), Homérosz: Iliasz, Odüsszeia, Homéroszi költemények (1961).
- Új Elzevir Könyvtár, amely a világirodalom kis remekeit foglalja magában. Az Új Elzevir Könyvtár 1964-től korszerűbb formában, Helikon Kiskönyvtár címen jelent meg. A sorozat néhány híres darabja: Karinthy Frigyes: Az író becsülete (1962), Móricz Zsigmond: Szegény emberek (1960), Nagy Lajos: Falu (1963), Johann Wolfgang Goethe: Az ifjú Werther szenvedései (1962), Publius Vergilius Maro: Eclogák (1963); Helikon Kiskönyvtár: Babits Mihály: A gólyakalifa (1964), Karinthy Frigyes: Capillária, Jean-Jacques Rousseau: A magányos sétáló álmodozásai, Anna Seghers: A Sankt Barbara-i halászok felkelése (1964).
- Monumenta Hungarica. A sorozat néhány ismertebb darabja: Istvánffy Miklós: Magyarok története (1962), Kálti Márk krónikája (1959), Szamosközy István: Erdély történetéből (1963), Szerémi György: Magyarország romlásáról (1961), Thuróczi János: Magyar Krónika (1957).
- Kis Magyar Múzeum. A sorozat néhány kötete: Gárdonyi Géza: Versei (1958), Kaffka Margit: Összes versei (1961), Móricz Zsigmond: Versei (1963), Petőfi Sándor: A helység kalapácsa (1957), Tóth Árpád: Novellái és válogatott cikkei (1960).
- Az életmű sorozatok, amelyek közül elsőként Móricz Zsigmond összes regényei és elbeszélései, Balzac: Emberi színjátéka, valamint Tolsztoj művei kerültek kiadásra.
- A magyar líra klasszikusai
- Liliput. A sorozat néhány kötete: Berzsenyi Dániel: A közelítő tél (1961), Fáy András: Állatmesék (1964), Radnóti Miklós: Eclogák (1961), Ivan Turgenyev: Költemények prózában (1964), Oscar Wilde: A readingi fegyház balladája (1959).
- A múlt születése, amely 20 kötetet számlál.
- Atlasz (régészeti sorozat).
- Prométheusz (vallástörténeti sorozat).
- Labirintus (történelmi sorozat).
- Helikon Universitas, amely az egyetemes gondolkodás legjobbjaitól közöl műveket. Ismertebb szerzői: Hankiss Elemér, Adorno, Kéri László, Losonci Anna, Tölgyessy Péter. Ez a széria egyebek közt a pszichológia, az etnológia, az esztétika, a művészetelmélet, a közgazdaságtan, a politológia, a filozófia, a szociológia, a történettudomány tárgykörében közöl huszadik századi klasszikus és kortárs gondolkodókat.
- Helikon Huszonegy sorozat köteteinek társadalomtudós szerzői az új évezredkezdet jelenségeit vizsgálják, szellemi tájékozódási pontokat keresve. A sorozat néhány kötete: Philippe Breton: A manipulált beszéd, Norbert Elias: A haldoklók magányossága, Saskia Sassen: Elveszített kontroll? Szuverenitás a globalizáció korában, Loic Wacquant: A nyomor börtönei.
- Larousse Művészettörténeti Szabadegyetem sorozat, melynek kötetei a középkor, a reneszánsz, a barokk és a klasszicizmus, a romantika, a 19. század, a modern világ és jelenkorunk művészetének történetébe engednek bepillantást.
- Bibliotheca Classica. Ez a sorozat olyan klasszikus alkotásokat tartalmaz, mint Hérodotosznak a görög-perzsa háborúról szóló írásai, Platón összes műve, Szophoklész drámái vagy Publius Cornelius Tacitus összes műve. Emellett a Homérosz által írt Iliasz és Odüsszeia a Helikon Klasszikusok mellett ezen sorozat keretein belül is kiadásra került.

## A kiadó nevezetes hasonmás (fakszimile) kiadásai
- Nekcsey Biblia
- Vizsolyi Biblia
- Jordánszky-kódex
- Beatrix királyné psaltériuma
- Bibliotheca Corviniana
- Codex Germanicus
- Weöres Sándor: Pajzán versek
- Radnóti Miklós: Bori notesz